# サンエー (宮城県)
株式会社サンエー (英: Sanei Co., Ltd.) は宮城県石巻市に本社を置き、本社住所にて食品総合スーパーマーケットを展開している。セブン&アイ・ホールディングス、ヨーク・ホールディングスのグループ会社であり、ヨークベニマルの子会社。

## 歴史
- 1967年（昭和42年）：会社設立、石巻市内の立町商店街で小売店を運営。

- 1982年（昭和57年）6月：株式会社イトーヨーカ堂と業務提携、共同運営の1号店としてイトーヨーカドー石巻店（店番号：110）の食品売場にサンエーが出店。

- 1996年（平成8年）6月：イトーヨーカドー石巻あけぼの店（店番号：173）開店、食品売場を担当。店舗建屋等はサンエーが所有。これに伴い既存の石巻店は石巻中里店に店名変更。

- 2010年（平成22年）1月17日：老朽化によりイトーヨーカドー石巻中里店が閉店、跡地にヨークベニマルが進出。
- 2011年（平成23年）3月11日：東北地方太平洋沖地震により被災、当日中に営業再開[2]。

- 2019年（令和元年）10月：1階の食品フロアをフードマルシェ業態に改装、共同運営店の塔屋看板としては初となるサンエーの社章を設置。

- 2024年（令和6年）2月9日：セブン&アイ・ホールディングスによる経営改革に伴い、サンエーの株式をヨークベニマルに譲渡することが報道される[3]。
- 2025年（令和7年)　
  - 1月5日：イトーヨーカドー石巻あけぼの店が19時に閉店、サンエーは翌日からリニューアルオープン準備のため休業[4]。これによりイトーヨーカ堂は宮城県からの撤退を完了する。
  - 3月1日：株式異動により親会社をイトーヨーカ堂からヨークベニマルに変更。
  - 3月27日：サンエー石巻あけぼの店として営業再開。イトーヨーカドー時代のフードマルシェ業態が残りヨークベニマル史上初の「Food Marche」店舗が誕生。なお、食品売り場のレジから出るレシートのロゴ部分には「ヨークベニマルサンエー」と表記されていて、近隣のヨークベニマルと差別化を図っている。近隣の混雑により開店は約15 分ほど前倒しの8:45となった[5]。
  - 5月下旬：ヨークベニマル全店で6月4日開始のPayPayや交通系ICカードなどのバーコード決済・電子マネー利用開始を前に先行して決済システムを導入（石巻あけぼの店）。セルフレジのみで利用可。なお、ヨークベニマル系列で先述の決済システムを導入している他の店舗は福島県郡山市のヨークパーク（旧 イトーヨーカドー郡山店）のみであった。

## 運営店舗

### 営業中

#### サンエー石巻あけぼの店（旧 ・イトーヨーカドー石巻あけぼの店）
1996年6月、現在の本社住所敷地内にイトーヨーカ堂と2度目の共同出店を行い「イトーヨーカドー石巻あけぼの店」を開店。サンエーは1階食品売り場を担当。フードコートとしてファミールやポッポなども出店していたが、2024年2月の経営改革に伴い2025年1月5日に"イトーヨーカドー"石巻あけぼの店を閉店。同年1月6日よりリニューアルオープン準備に入る。
2025年3月27日に全館をサンエーが運営する形でリニューアルオープン。1階で食料品と衣料品を販売し、開店から当面の間は2階フロアを閉鎖する。
出店テナントは計15店。旧イトーヨーカドー時代からのテナントのほか、新たにダイソー（100円ショップ）やふとん店などが1階フロアに集約され同時オープン。

### 閉店店舗

#### イトーヨーカドー石巻中里店（旧・イトーヨーカドー石巻店）
店舗の名称は「サンエービル」。開店は1982年6月、店舗老朽化に伴い2010年1月閉店。店舗屋上で営業していた焼き鳥店はサンエー石巻あけぼの店周辺で現在も営業中。
イトーヨーカドー時代の店舗は解体された後、跡地には同じくセブン＆アイグループのヨークベニマル石巻中里店がオープン。

#### サンエー（衣料百貨店、石巻市立町）
1967年11月、石巻市立町商店街に開店。
店舗は現存していない。